# أود آلين
أود أولاي آلين (بالإنجليزية: Odd Olai Aalen) (من مواليد 6 مايو 1947، أوسلو) هو عالم إحصاء نرويجي وأستاذ في قسم الإحصاء الحيوي في معهد العلوم الطبية الأساسية بجامعة أوسلو.

## الحياة
أكمل آلين امتحان أرتيوم عام 1966 في مدرسة أوسلو الكاتدرائية قبل أن يدرس الرياضيات والفيزياء أولاً ثم الإحصاء الذي تخرج فيه في جامعة أوسلو عام 1972.

## العمل
عمله البحثي موجه نحو التطبيقات في العلوم البيولوجية. عمل آلين المبكر على عمليات العد والمارتنغاليس، بدءًا من درجة الدكتوراه عام 1976. كان لأطروحته في جامعة كاليفورنيا بيركلي، تأثير عميق في الإحصاء الحيوي. تعتمد الاستدلالات الخاصة بالكميات الأساسية المرتبطة بمعدلات الخطر التراكمية، في تحليل البقاء على قيد الحياة ونماذج تحليل تاريخ الأحداث، عادةً على مقدر نيلسون-آلين أو الإحصائيات المناسبة ذات الصلة. يرتبط مقدر نيلسون-آلين بمقدر كابلان-ماير وتعميماته.
يشغل آلين حاليا منصب أستاذ فخري في مركز أوسلو للإحصاء الحيوي وعلم الأوبئة في كلية الطب بجامعة أوسلو